# Kid Nichols
Charles Augustus Nichols (Madison, Wisconsin, 14 de septiembre de 1869-Kansas City, Misuri, 11 de abril de 1953), más conocido como Kid Nichols, fue un jugador profesional estadounidense de béisbol que se desempeñó en la posición de lanzador en las Grandes Ligas de Béisbol (MLB). Es miembro del Salón de la Fama del Béisbol.

## Carrera
Nichols jugó como profesional doce temporadas en Atlanta Braves (1890-1901), después se unió a St. Louis Cardinals (1904-1905), luego a Philadelphia Phillies, donde jugó dos temporadas (1905-1906), y fue el equipo en el que se retiró.

## Reconocimiento
En 1949, ingresó como miembro al Salón de la Fama del Béisbol.